# 日本詩人クラブ賞
日本詩人クラブ賞（にほんしじんくらぶしょう）は、日本詩人クラブが主催している、詩集を対象とした賞。日本詩人クラブ新人賞、日本詩人クラブ詩界賞と合わせて日本詩人クラブ三賞と呼ばれる。

## 歴代受賞

### 第1回から第10回
- 第01回（1968）『五月の夜』木村孝[1][2]
- 第02回（1969）『魚』北一平[3][4]
- 第03回（1970）『小鳥のかげ』武田隆子[5]
- 第04回（1971）『鵜匠』西岡光秋[6][7][8]
- 第05回（1972）なし
- 第06回（1973）『出雲・石見地方詩史五十年』田村のり子[9]
- 第07回（1974）『離れ象』石原武[10][11]、『橋姫』村上草彦[12]
- 第08回（1975）『冬の蝶』高橋渡[13]
- 第09回（1976）『前衛詩運動史の研究』中野嘉一[14][15][16]
- 第10回（1977）なし

### 第11回から第20回
- 第11回（1978）『弾道』堀口定義[17]
- 第12回（1979）『和田徹三全詩集』[18]
- 第13回（1980）『環』藤原定[19]、『玄猿』星野徹[20]
- 第14回（1981）『水辺』伊藤賢三[21]、『投影風雅』鈴木漠[22][23][24]
- 第15回（1982）『空洞』高橋新吉[25][26][27]
- 第16回（1983）『ラインの神話』大滝清雄[28][29]、『類語』宮崎健三[30]
- 第17回（1984）『雑歌』足立巻一[31]
- 第18回（1985）『詩人の商賣』中村隆 (詩人)[32][33][34]
- 第19回（1986）『奥州浅川騒動』瀬谷耕作[35][36]
- 第20回（1987）『まぼろし戸』黒部節子[37]、『翅』鈴木満[38][39]

### 第21回から第30回
- 第21回（1988）『砂漠のミイラ』秋谷豊[40][33][41]
- 第22回（1989）『怖い瞳』筧槇二[42][43]
- 第23回（1990）『黄泉のうさぎ』小柳玲子[44][45][46]
- 第24回（1991）『くにざかいの歌』宗昇[47][48]
- 第25回（1992）『地霊遊行』相良平八郎[49][33]、『根』土橋治重[50]
- 第26回（1993）『やぶにらみ』藤富保男[51][52]
- 第27回（1994）『風の家』田中清光[53][54][55]
- 第28回（1995）『未来からの銃声』原子修[56][57]、『いつものように』菊地貞三[58]
- 第29回（1996）『どこか偽者めいた』小松弘愛[59][60]
- 第30回（1997）『寂光』岡崎純[61]

### 第31回から第40回
- 第31回（1998）『シベリア』河邨文一郎[62]
- 第32回（1999）『竹の異界』木津川昭夫[63]
- 第33回（2000）『遠日点』田口義弘[64]
- 第34回（2001）『都会の畑』松尾静明[65]
- 第35回（2002）『そして秘儀そして』冨長覚梁[66]
- 第36回（2003）『しずかな日々を』井奥行彦[67]
- 第37回（2004）『歳月、失われた蕾の真実』吉野令子[68]
- 第38回（2005）『有明まで』尾花仙朔[69]
- 第39回（2006）『ゴドー氏の村』川島完[70]
- 第40回（2007）『足形のレリーフ』麻生直子[71]

### 第41回から第50回
- 第41回 (2008)『桜鬼』大掛史子[72]
- 第42回（2009）『水底の寂かさ』清水茂[73]
- 第43回（2010）『水の声』硲杏子[74]
- 第44回（2011）『鳥まばた』北岡淳子[75]
- 第45回（2012）『エス』一色真理[76]
- 第46回（2013）『押し花』佐川亜紀[77]、『陽の仕事』岡野絵里子[78]
- 第47回（2014）『畦放』金堀則夫[79][80]
- 第48回（2015）『角度』柴田三吉[81]
- 第49回（2016）『そのようにして』林嗣夫[82]
- 第50回（2017）『馬ぁ出せぃ』岡隆夫[83][84]

### 第51回以降
- 第51回（2018）『渡邊坂』中井ひさ子[85]
- 第52回（2019）『石の懐』高橋次夫[86]
- 第53回（2020）『風の巣』本多寿
- 第54回（2021）『モイライの眼差し』武子和幸
- 第55回（2022）『持ちもの』草野信子
- 第56回（2023）『夜のバザール』山本博道
- 第57回（2024）『ぢべたくちべた』松岡政則
- 第58回（2025）『斐伊川相聞』冨岡悦子